# 加藤敬二 (競馬)
加藤 敬二（かとう けいじ、1947年4月21日 - ）は、JRA栗東トレーニングセンターに所属していた元調教師。競馬界入りする前には信用金庫の職員だったという、異色の経歴を持つ。

## 略歴
1947年愛知県瀬戸市にて出生。父は一般企業の会社員・母も専業主婦という普通の環境で育ち、小中高と野球に勤しんでいたが自らの実力を推して知る加藤はプロ野球選手という非現実的な夢を最初から抱くことはなかったという。
高校卒業後、勉強が嫌いということから加藤は大学には進まず地元の瀬戸信用金庫へと就職。しかし配属先の犬山支店で預金係として札束勘定や営業活動に明け暮れる自分を見た加藤は「これは自分に合う仕事ではない、体を使い野外で働いてみたい」と感じるようになりほどなく退職届を提出。僅か2年半ほどのサラリーマン生活に終止符を打った。
辞職後新しい天職を求めアテも無いまま北海道へ一人旅に出た加藤は旅先で「どこか馬を見学できる牧場はないか？」と尋ね、教えられた白老にある社台ファーム（現在の白老ファーム）へと足を運ぶ。加藤が馬の牧場を選んだのは「牛より馬の牧草地のほうが綺麗なのではないか」ただそれだけの理由であった。
やがて社台ファームへと足を運んだ加藤はそこで馬を眺めるなどしていたが、その時加藤を見かけた従業員が「馬が好きなら、働いてみないか?」と彼に持ちかけたことを契機に、これまで馬と何の接点も無かった加藤のホースマンとしての人生が始まる。加藤の両親は当初この選択に色よい反応を示さなかったが、強く反対もしなかった。
1968年7月より社台ファームの従業員として繁殖・育成・馴致・調教と多くの業務に携わった加藤はその2年半後の1971年正月、社台に暇を請い北海道を後にする。栗東で調教助手になることを望み、現地での実践勉強や海外視察を視野に入れていたためであった。この時直接加藤より暇請いを受けた社台総帥吉田善哉は「そうか、頑張れや」とだけいい加藤を送り出したという。
栗東に移り、宮本悳厩舎の厩務員として2年半籍を置いた加藤は、1973年10月一旦職を辞しイギリスへと向かい、同地で1年以上に渡る厩舎・牧場での研修を経て1975年1月帰国。再び宮本厩舎へと戻った加藤は同年3月調教助手試験に合格し、かねてからの望みを実現させた。加藤はその後11年にわたり調教助手として宮本を補佐し続け、1986年3月6度目の挑戦で調教師試験に合格。馬房の空きが無かったため1年以上の待機となったが、1987年10月病死により今春廃業した梅内慶蔵厩舎を引き継ぐ形で厩舎開業を果たす。
開業後暫くは旧梅内厩舎の馬だけで運営を賄い、加藤自らが開拓した馬主からの馬を入れることはしなかったがやがて自然代謝により梅内の馬が去り始めたころより、続々と新規参入の馬主の馬が入厩。加藤厩舎はその実績を伸ばし始め1989年より勝利数2桁を維持、1994年にはノースフライトでGIを2勝、1998年にはエリモエクセルでオークスを制しクラシック制覇を記録するなど多くの重賞勝利を輩出し続けている。
2018年2月28日付けで定年の為、調教師を引退することになった。

## 調教師成績
|            | 日付           | 競馬場・開催  | 競走名         | 馬名               | 頭数 | 人気 | 着順 |
| ---------- | -------------- | ------------- | -------------- | ------------------ | ---- | ---- | ---- |
| 初出走     | 1987年10月10日 | 4回京都1日9R  | 黄菊賞         | ブリングスハピネス | 10頭 | 9    | 10着 |
| 初勝利     | 1987年10月11日 | 4回京都2日2R  | 3歳未勝利      | ハクサンエース     | 14頭 | 1    | 1着  |
| 重賞初出走 | 1987年11月14日 | 5回京都3日11R | デイリー杯3歳S | ハクサンエース     | 13頭 | 13   | 6着  |
| 重賞初勝利 | 1988年1月31日  | 2回京都2日11R | 京都牝馬特別   | マヤノジョウオ     | 10頭 | 1    | 1着  |
| GI初出走   | 1988年5月15日  | 4回東京8日10R | 安田記念       | マヤノジョウオ     | 12頭 | 10   | 7着  |
| GI初勝利   | 1994年5月15日  | 4回東京8日10R | 安田記念       | ノースフライト     | 16頭 | 5    | 1着  |

## 代表管理馬
太字はGI競走
- マヤノジョウオ（1988年京都牝馬特別）
- アラシ（1992年福島記念、1993年中京記念）
- パリスハーリー（1993年京都記念）
- ノースフライト（1993年府中牝馬ステークス、阪神牝馬特別、1994年安田記念、マイルチャンピオンシップ、マイラーズカップ、京都牝馬特別）
- マイティーフォース（1995年京成杯）
- サマニベッピン（1995年金鯱賞、府中牝馬ステークス、阪神牝馬特別）
- シロキタクロス（1996年神戸新聞杯）
- エリモエクセル（1998年優駿牝馬、1999年中京記念、マーメイドステークス、府中牝馬ステークス）
- タヤスメドウ（2000年新潟大賞典）
- ミスズシャルダン（2001年小倉大賞典）
- ミヤビランベリ（2008年・2009年七夕賞、2009年目黒記念、2009年アルゼンチン共和国杯）
- ヒットザターゲット（2012年新潟大賞典、2013年小倉大賞典、京都大賞典、2015年目黒記念）

## 主な厩舎所属者
※太字は門下生。括弧内は厩舎所属期間と所属中の職分。
- 梅内忍（1987年-1989年 調教助手）
- 牧田和弥（2005年-2010年 調教助手）
- 高井彰大（2010年-2018年 調教助手）